# Plecia amplipennis
Plecia amplipennis är en tvåvingeart som beskrevs av Frederick Askew Skuse 1888. Plecia amplipennis ingår i släktet Plecia och familjen hårmyggor. Inga underarter finns listade i Catalogue of Life.